# Lindstrøm Peak
Lindstrøm Peak ist ein 2640 m hoher Berg in der antarktischen Ross Dependency. Er ragt 3 km nordwestlich des Mount Kristensen auf der Westseite des Nilsen-Plateaus im Königin-Maud-Gebirge auf.
Das Advisory Committee on Antarctic Names benannte ihn 1967 nach Adolf Henrik Lindstrøm (1866–1937), Koch und Zimmermann bei der Südpolexpedition (1910–1912) des norwegischen Polarforschers Roald Amundsen. Damit bewahrte das Komitee Amundsens Benennung eines nicht identifizierbaren Mount A. Lindstrøm in diesem Gebiet.